# 马拉尼昂州容科
马拉尼昂州容科（葡萄牙語：Junco do Maranhão）是巴西马拉尼昂州的一个市镇。总面积539.126平方公里，总人口3969人，人口密度7.4人/平方公里。